# Laysaneend
De laysaneend (Anas laysanensis) is een eend uit de familie van de Anatidae en de tribus grondeleenden. Het is een kleine en ernstig bedreigde diersoort die leeft op twee Hawaïaanse eilanden.

## Beschrijving
De laysaneend lijkt sterk op de wilde eend. Vroeger werd deze eend wel gezien als een ondersoort van de wilde eend, maar de laysaneend is een stuk kleiner, 38 tot 43  cm (de wilde eend is 50 tot 60 cm). Daarom werd deze eend ook wel laysantaling genoemd, hoewel de wintertaling nog kleiner is (35 cm).
De laysaneend is overwegend kastanjebruin, donkerder bruin op de hals en de kop. Er is weinig verschil in verenkleed tussen mannetje en vrouwtje (ongebruikelijk bij grondeleenden). Bij het mannetje is de streek rond het oog meer uitgesproken wit en hij heeft oranje poten. Bij het vrouwtje zijn witte veren te zien rond het oog, maar ook op de keel en de hals. Haar poten zijn roodbruin.

## Voorkomen en leefgebied
Uit subfossiele vondsten blijkt dat deze dieren vroeger op alle eilanden van Hawaï voorkwamen. De vogel houdt zich overdag op in dichte begroeiing op het land. 's Avonds en 's nachts zoekt deze eend het water op en gaat foerageren op kleine ongewervelde dieren, maar hij eet ook gras, graszaad en wier. De eend wordt aangetroffen bij lagunes met zout water, maar vaak op plekken waar zoetwaterstroompjes de lagune bereiken.

## Status
In het begin van de 20ste eeuw is deze eend praktisch uitgestorven. Dankzij een beschermingsproject kon een kleine populatie op het eiland Laysan worden behouden. In 1987 waren daar weer 500 individuen. Deze populatie is echter zeer kwetsbaar. In 1993 waren er door droogte en ziekten nog maar ongeveer 100. Daarna nam de populatie weer toe. In 2006 werd het aantal geschat tussen de 503 en 682. In 2004/5 werd besloten om op het eiland Midway een nieuwe populatie te introduceren. Ook daar leek het eerst mis te gaan door een botulisme-uitbraak, maar in 2010 was de populatiegrootte ca. 350 individuen. In 2012 meldt de IUCN dat de populatie stijgt. Maar omdat het een relatief kleine populatie binnen een zeer gering gebied betreft, houdt de vogel de status ernstig bedreigd.

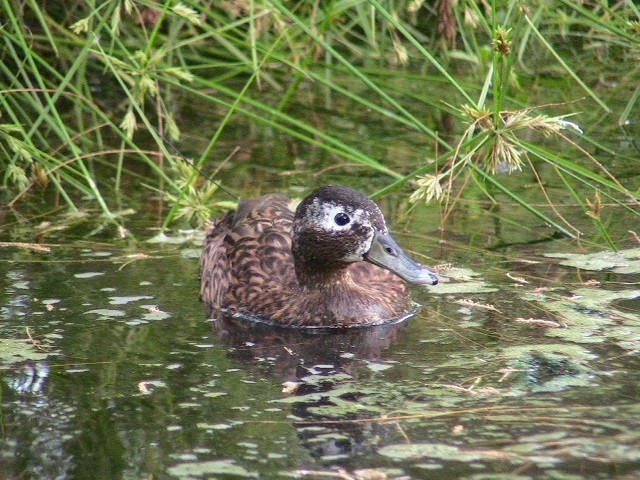
Mannetjeslaysaneend in de Kölner Zoo
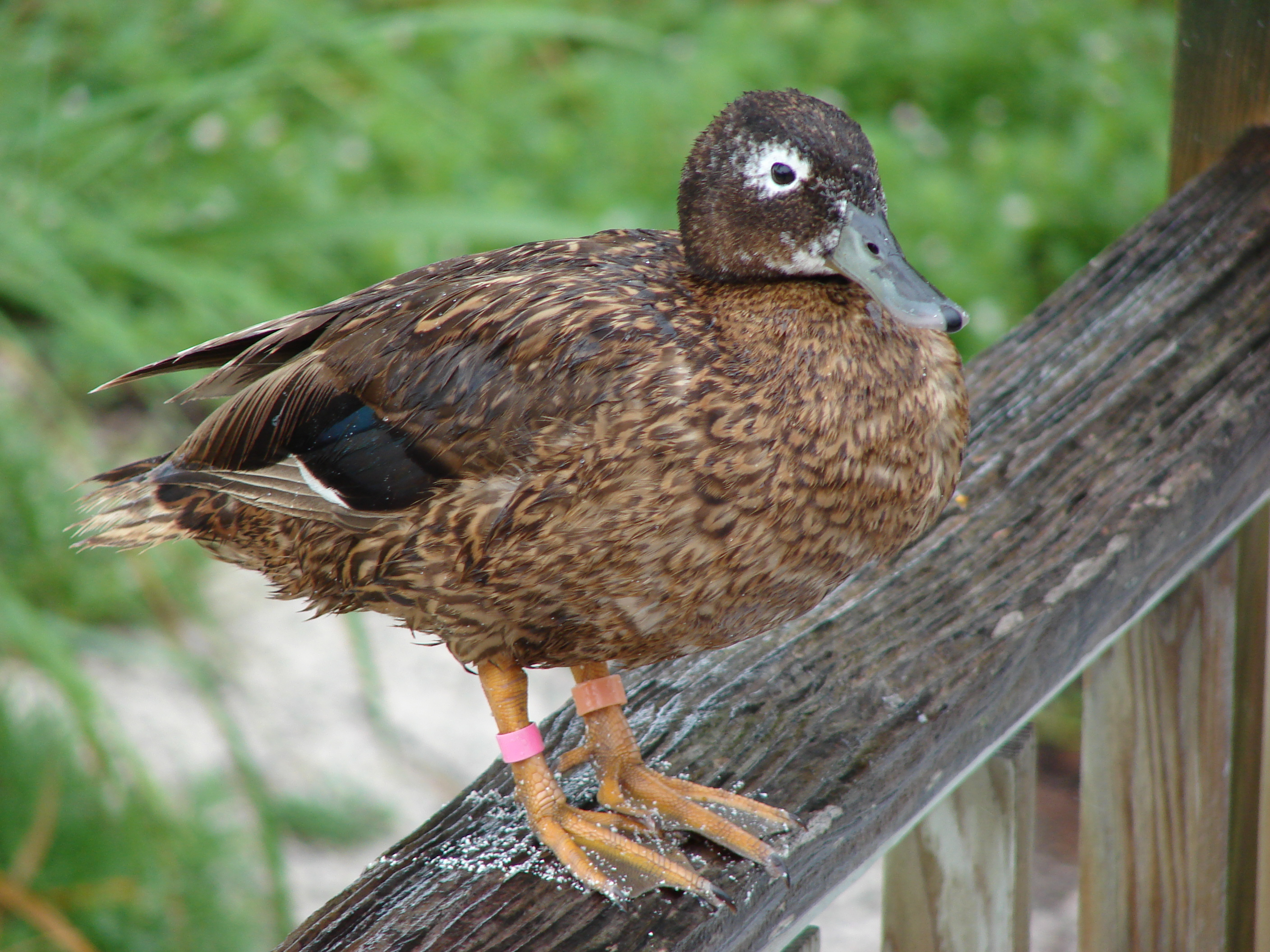